# Rezerwat przyrody Gliniska
Gliniska – faunistyczny rezerwat przyrody znajdujący się na terenie gminy Uchanie, w powiecie hrubieszowskim, w województwie lubelskim.
- powierzchnia (według aktu powołującego) – 34,00 ha
- rok utworzenia – 1982
- dokument powołujący – Zarządzenie Ministra Leśnictwa i Przemysłu Drzewnego z 12 października 1982 roku w sprawie uznania za rezerwat przyrody (MP nr 25, poz. 234).
- przedmiot ochrony (według aktu powołującego) – zachowanie stanowiska susła perełkowanego.

Teren rezerwatu objął wzgórze o częściowo stromych zboczach, porośnięte w znacznej części murawami kserotermicznymi, użytkowany jako pastwisko. W chwili jego powołania na terenie tym istniała kolonia susła perełkowanego licząca ok. 1200 osobników. Występowały tu również drapieżniki, dla których suseł stanowił bazę pokarmową: tchórz stepowy (poza ówczesnym zwartym obszarem występowania), łasica pospolita, gronostaj, a z ptaków orzełek włochaty, myszołów zwyczajny i kania ruda.
Suseł wyginął w tym rejonie w latach 1993-1994 w wyniku zarzucenia gospodarki kośno-pastwiskowej. Prowadzi się jednak prace mające na celu odtworzenie kolonii tych gryzoni.
Obszar rezerwatu jest także objęty ochroną w ramach sieci Natura 2000 jako specjalny obszar ochrony siedlisk „Gliniska” PLH060006.